# Tatari multispinosus
Tatari multispinosus är en spindelart som beskrevs av Lucien Berland 1938. Tatari multispinosus ingår som enda art i släktet Tatari och familjen hoppspindlar. Inga underarter finns listade i Catalogue of Life.